# Miletus nymphis
Miletus nymphis är en fjärilsart som beskrevs av Hans Fruhstorfer 1913. Miletus nymphis ingår i släktet Miletus och familjen juvelvingar. Inga underarter finns listade i Catalogue of Life.